# Crítios
Crítios (en grec antic: Κριτίος) fou un escultor de l'antiga Grècia natural d'Atenes. Cultivà l'estil arcaic, i va començar la transició cap a l'Estil sever.
Es deia que era originari d'Egina, però Pausànies el considera àtic, i probablement era atenès. Podria haver estat deixeble d'Antenor.
La seva obra principal va ser el grup escultòric d'Harmodi i Aristogíton, els tirannicides, que van matar Hiparc, germà del tirà Hípies, elaborat conjuntament amb l'escultor Nesiotes, i situat a l'Acròpoli. Les estàtues van ser esculpides el 477 aC. Una altra obra molt celebrada va ser l'Efeb de Críties, una escultura feta l'any 480 aC que reflecteix amb molta fidelitat les proporcions del cos humà. Malgrat tot, no se sap del cert si Crítios en va ser l'autor.
Va morir vers el 444 aC.